# Sunnfjord Museum
Das Sunnfjord Museum ist ein Freilichtmuseum in Movika 9 km östlich vom Ortszentrum von Førde (Fylke Vestland in Norwegen). Das Museum liegt auf einem Hügel direkt am See Motvatnet. Das in situ erhaltene Hauptgebäude des Museums zeigt das Gehöft eines Pächters und dessen Alltagsleben in der Zeit um 1850. Weitere mehr als 20 in das Museum übertragene Gebäude stammen aus verschiedenen Teilen der Region Sunnfjord und zeigen Bautechniken regionaler Traditionen vom 16. bis in das 19. Jahrhundert. Neben dem Freilichtteil gibt es ein Besucherzentrum mit Ausstellungen vom Mittelalter bis in die Gegenwart.

## Geschichte
Das Sunnfjord Museum wurde wie viele andere der norwegischen volkskundlichen Museen in den frühen 1900er Jahren gegründet; es fällt damit in die Zeit der Gründung des selbstständigen norwegischen Staats im Jahr 1905.
Treibende Kraft war die historische Vereinigung Sunnfjord Sogelag. Ihr Ziel, ein Museum zu den Sunnfjorddörfern zu eröffnen, konnte aber erst 1929 am  Førde sentrum verwirklicht werden. 1950 wurde das Museum nach Mivka, seinem heutigen Standort, verlegt. Das ist ein idealer Platz, da sich die Museumsgebäude hier schön in die Landschaft einfügen.
Die folgenden Jahre waren von Geldmangel geprägt, und die Zukunft des Museums war nicht gesichert. Von 1975 an erhielt das Museum vom Staat etwas finanzielle Unterstützung. Damit konnte ein 1980 fertiggestelltes Verwaltungs- und Ausstellungsgebäude errichtet und 1977 der erste feste Mitarbeiter eingestellt werden. Seit Mitte der 1980er Jahre existiert zudem ein Werkstattgebäude. Bald nach 2000 konnten mehrere Häuser in das Museum umgesetzt werden. Weiterhin wurde ein Teil des umliegenden Waldes gerodet, um eine Kulturlandschaft zu schaffen.
Das Museum ist seit 2009 zusammen mit vier weiteren Museen eine Abteilung der Musea i Sogn og Fjordane.

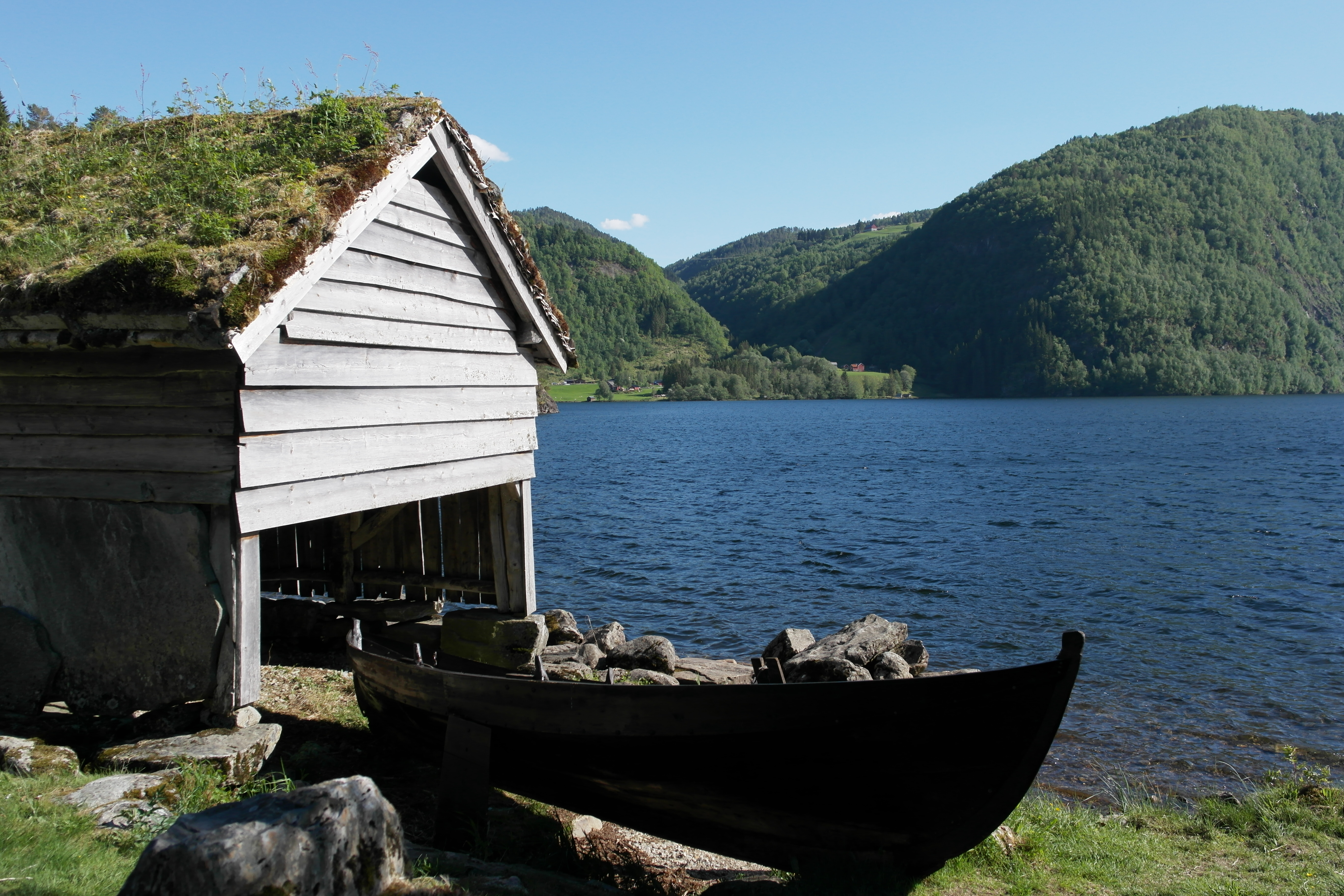
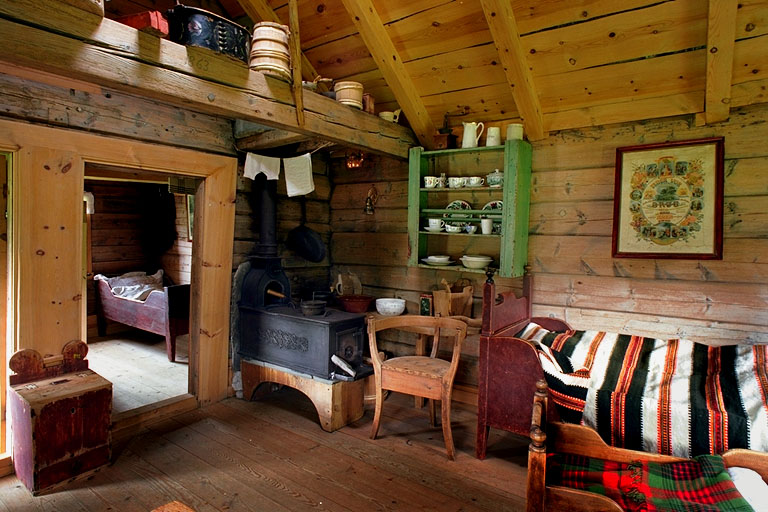
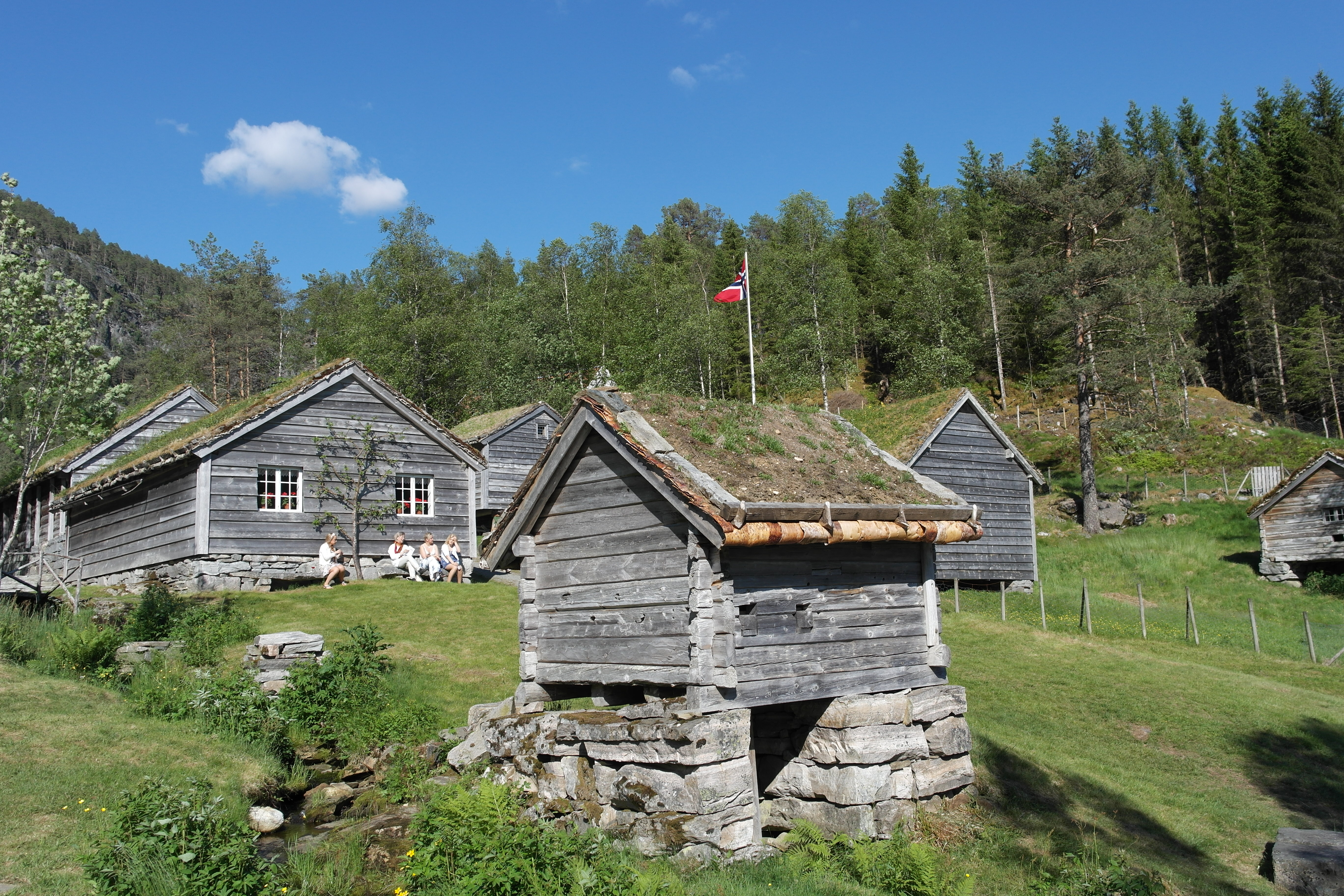
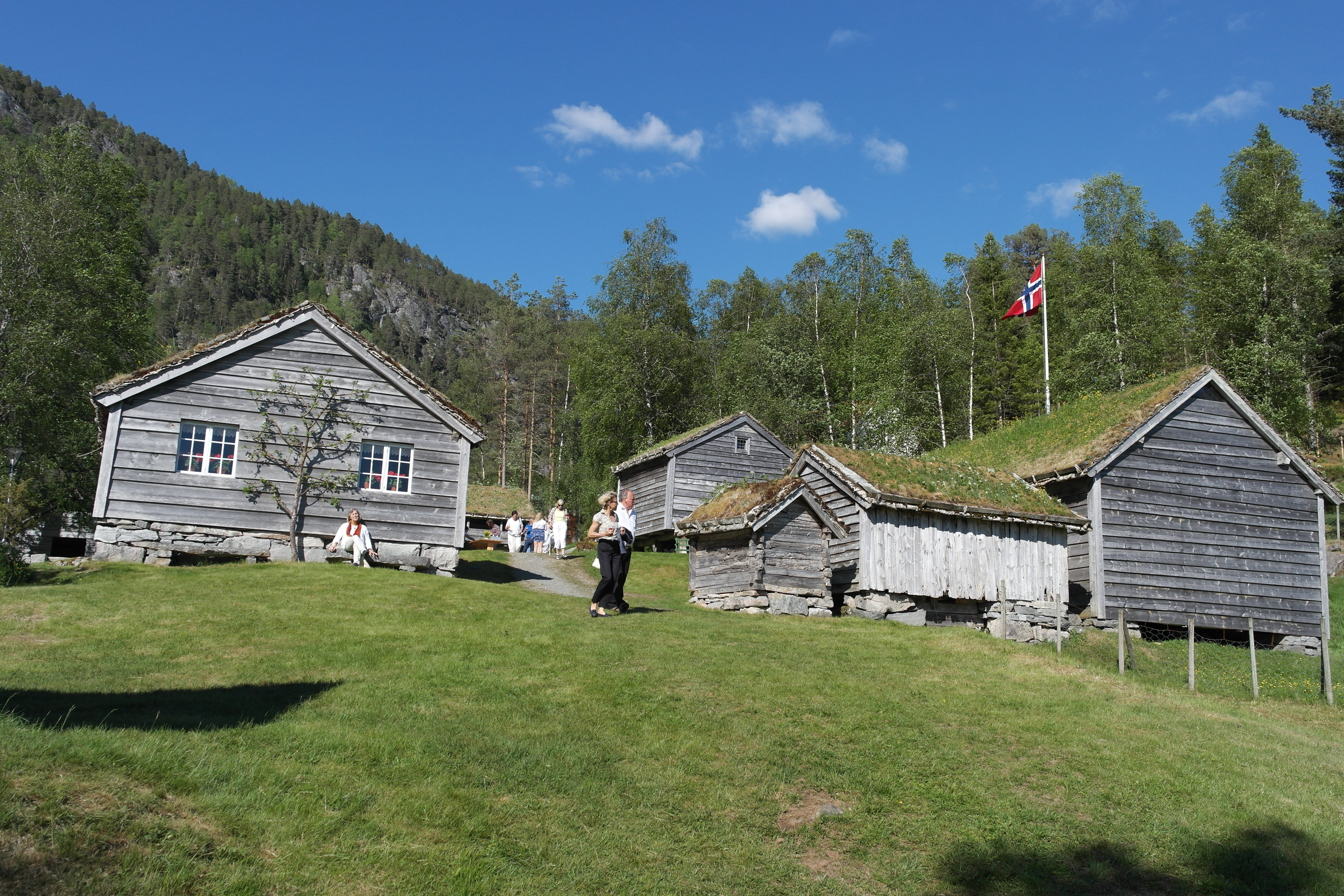